# Cresta alveolar

Una imagen sagital o vista lateral de una cabeza humana. La cresta alveolar superior está situada entre los números 4 y 5.

La cresta alveolar  es una de las dos crestas mandibulares, extensiones de la mandíbula, ya sea en el techo de la boca entre los dientes superiores y el paladar duro, o bien en la parte inferior de la boca, detrás de los dientes inferiores, que tiene una cabeza humana. Gran parte del techo de la boca está formado por el paladar duro y el paladar blando. Las crestas alveolares contienen los alojamientos (alveoli) de los dientes. Se pueden sentir con la lengua en la zona justo sobre los dientes superiores o debajo de los dientes inferiores. Su superficie está cubierta de pequeñas crestas. 
La cresta alveolar [superior] es una pequeña protuberancia justo detrás de los dientes frontales superiores que se puede sentir fácilmente con la lengua.
Los sonidos que se hacen con la lengua tocando la cresta alveolar al hablar, se llaman consonantes alveolares. Ejemplos de consonantes alveolares en el idioma español son, [t], [d], [s], [n], [l] como en las palabras tallo, dado, soso, nuevo y león. 
En muchos otros idiomas, las consonantes transcritas con estas letras se articulan de forma ligeramente diferente, y a menudo se describen como consonantes dentales. En varios idiomas las consonantes se articulan con la lengua tocando la cresta alveolar superior o cerca de ella. Las primeras se llaman alveolares oclusivas, y las segundas alveolares fricativas.